# Пойвай (река)
Пойвай — река в России, протекает в Республике Удмуртия. Правый приток реки Сия.

## География
Река Пойвай берёт начало в лесах Увинского района. Течёт на юг через одноимённую деревню Пойвай. Устье реки находится в 5,3 км по правому берегу реки Сия. Длина реки составляет 15 км, площадь водосборного бассейна 58,1 км².

## Данные водного реестра
По данным государственного водного реестра России относится к Камскому бассейновому округу, водохозяйственный участок реки — Вятка от водомерного поста посёлка городского типа Аркуль до города Вятские Поляны, речной подбассейн реки — Вятка. Речной бассейн реки — Кама.
Код объекта в государственном водном реестре — 10010300512111100039283.